# Moreilândia
Moreilândia là một đô thị thuộc bang Pernambuco, Brasil. Đô thị này có diện tích 619,74 km², dân số năm 2007 là 11148 người, mật độ 17,99 người/km².